# Yamaha SRX 600

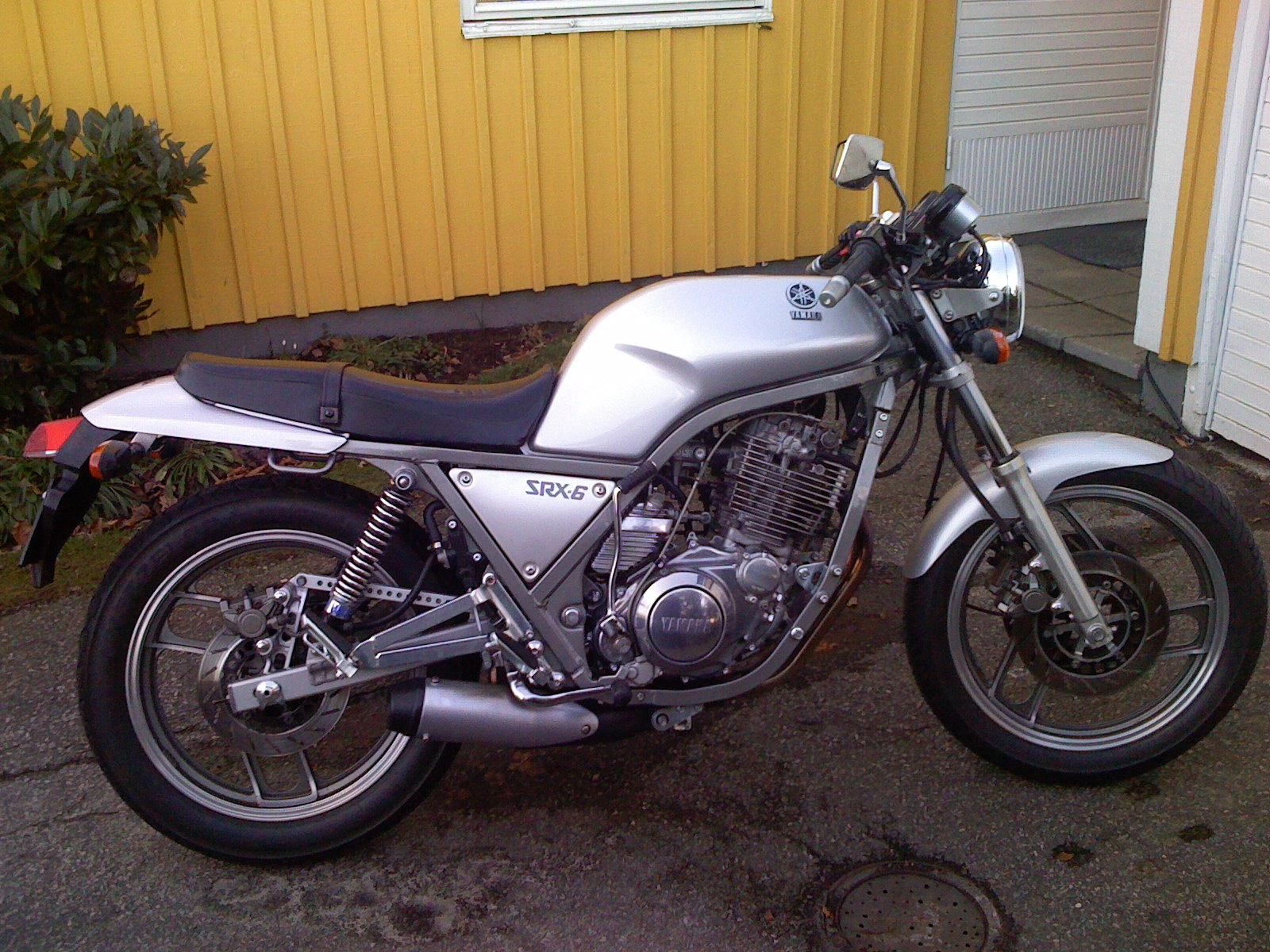
Yamaha SRX von 1986

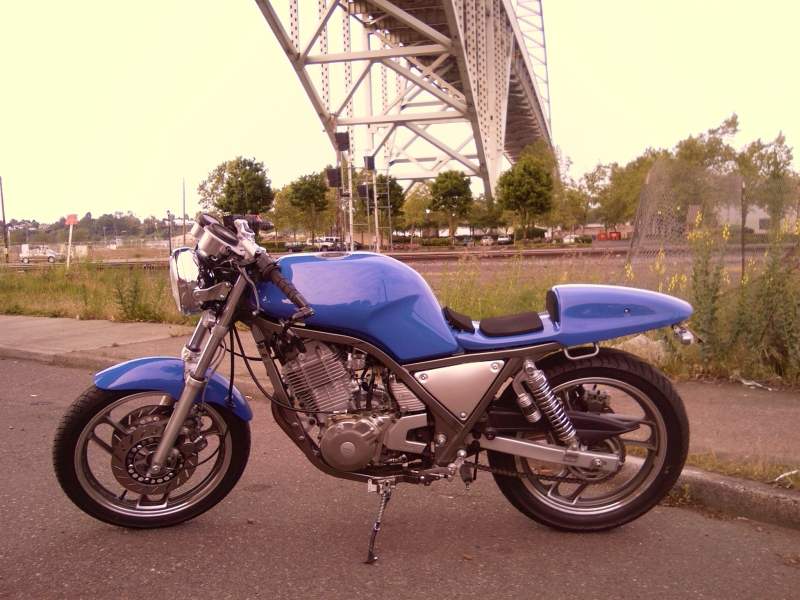
Modell SRX 6

Die SRX 600 ist ein Einzylinder-Motorrad des japanischen Motorradherstellers Yamaha, das von 1985 bis 1989 in Deutschland verkauft wurde. Offiziell sind insgesamt 2693 Maschinen importiert worden.

## Geschichte und Technik
Die den optischen Eindruck des Motorrades maßgeblich beeinflussenden Teile Rahmen und Tank sind speziell für die SRX entwickelt, der Motor ist mit leichten Änderungen der gleiche wie in der Enduro Yamaha XT 600. Die äußere Eigenständigkeit, die Verarbeitung, die weitgehend auf Kunststoff verzichtete, und die Reduzierung aufs Wesentliche waren Gründe dafür, dass sie 1985 von den Lesern der größten deutschen Motorradzeitschrift „Das Motorrad“ zum „Motorrad des Jahres“ gewählt wurde.
Der Motor ist ein luftgekühlter Einzylinder-Vierventilmotor, der offen 45 PS und gedrosselt 27 PS leistet. Er beschleunigt zwar gut aus den unteren Drehzahlen, stört aber durch kernige Vibrationen bei höheren Drehzahlen.
Der relativ hohe Preis, die geringe Motorleistung im Vergleich zu Vierzylindermotoren und die beschränkten Möglichkeiten, einen Sozius oder Gepäck mitzunehmen, bewirkten bescheidene Verkaufszahlen. Die SRX 600 hat zudem keinen Elektrostarter und wird mit dem Kickstarter angetreten. Sie hat eine Teleskopgabel mit einem Standrohrdurchmesser von 36 mm und 140 mm Federweg. Die Hinterradschwinge hat 2 Federbeine; der Federweg beträgt 100 mm, bei fünffacher Verstellmöglichkeit. Offen liegt die Höchstgeschwindigkeit bei 170 km/h, während die gedrosselte Version 145 km/h erreicht. Der Preis betrug zunächst 7.130 DM, wurde aber 1988 um 800 DM gesenkt. Die Grauimporte nach Deutschland hatten ein Zentralfederbein, Dreispeichenräder und Elektrostarter und waren damit besser ausgestattet. Offiziell wurden die Typen 1XL und 1XM nach Deutschland importiert, es finden sich jedoch häufig Importe aus Japan (Typ 1JK) oder der Schweiz (2TM).

## Weiterentwicklung
Das Nachfolgemodell SRX 600 E (Typ 3SX) mit Elektrostarter wurde in den Jahren 1990 bis 1995 in Japan gebaut. Der Motor entspricht bis auf leichte Änderungen dem der Enduro Yamaha XT 600 E, Typ 3TB, Baujahr ab 1990, und basiert auf den elektrisch zu startenden Motoren der Yamaha XT-600-Teneré-Modelle 1VJ und 3AJ. Ein 400-cm³-Modell gab es nur in Japan als gleiche Version SRX 400 E Typ 3VN. Da der Typ 3SX offiziell nicht nach Deutschland importiert wurde, blieben die Verkaufszahlen gering. Die wenigen Grauimporteure holten nur kleinere Stückzahlen der 3SX nach Deutschland.